# Glumpang Lhee
Glumpang Lhee is een bestuurslaag in het regentschap Pidie van de provincie Atjeh, Indonesië. Glumpang Lhee telt 655 inwoners (volkstelling 2010).